# European Confederation of Search and Selection Associations
Die European Confederation of Search and Selection Associations (ECSSA) ist der europäische Dachverband der Personalberaterbranche mit Sitz in Brüssel.
ECSSA, die im Jahr 2004 gegründet wurde, zählt derzeit sieben nationale Mitgliedsverbände (Frankreich, Deutschland, Italien, Belgien, Spanien, Großbritannien und Luxemburg).
Der derzeitige Präsident ist Etienne Deroure (Frankreich). Er tritt die Nachfolge von David Winterburn an.

„Eine wesentliche Zielsetzung der ECSSA besteht darin, den jeweiligen nationalen Mitgliedsunternehmen eine Plattform für ihre internationalen Aktivitäten zu bieten. Darüber hinaus sollen Qualitätsstandards in der Personalberatung als bindende Berufsgrundsätze über die nationalen Grenzen hinaus in Europa etabliert werden. Der Zusammenschluss dient nicht zuletzt dem regelmäßigen Austausch über die aktuelle nationale Rechtsentwicklung und die Marktsituation in der Personalberatungsbranche. Die ECSSA vertritt ebenfalls die berufsrechtlichen Interessen der Personalberaterbranche bei der EU-Kommission in Brüssel.“

## Mitglieder
- Belgien: FEDERGON
- Frankreich: SYNTEC
- Deutschland: BDU
- Italien: ASSOCONSULT
- Luxemburg: LPRA
- Spanien: BYS
- Großbritannien: AER